# رابرت کایو

آرم تاریخی WWW که توسط رابرت کایلا طراحی شده‌است.

رابرت کایلا (به انگلیسی: Robert Cailliau) (زاده ۲۶ ژانویه ۱۹۴۷) یک نویسنده مهندس انفورماتیک و علوم رایانه بلژیکی است که اولین سیستم ابرمتن (پیش از www) را برای سرن در سال ۱۹۸۷ پیشنهاد داد. او یکی از همکاران تیم برنرز لی در شبکه جهانی وب قبل از این که به این نام شناخته شود، بود. او نشان تاریخی WWW را طراحی کرد، اولین کنفرانس بین‌المللی وب جهانی را در سرن در سال ۱۹۹۴ ترتیب داد و به انتقال توسعه وب از سرن به کنسرسیوم جهانی وب در سال ۱۹۹۵ کمک کرد. کایو به همراه جیمز گیلیس (James Gillies)، کتابی با عنوان «چگونه وب متولد شد» نوشت که در آن به شرح چگونگی به وجود آمدن وب پرداخته‌است.